# August Anton Heinrich Wilhelmi
August Anton Heinrich Wilhelmi (* vor 1798; † nach 1809) war ein deutscher bildender Künstler sowie Gold- und Silberarbeiter.

## Leben und Werk
August Anton Heinrich Wilhelmi war ein in Hamburg bekannter Goldarbeiter. 1798 wurde er Mitglied der Hamburgischen Gesellschaft zur Beförderung der Künste und nützlichen Gewerbe. Dieser Gesellschaft überreichte er 1807 eine von ihm geschaffene, in Silber getriebene Gedächtnistafel mit dem Brustbild des verstorbenen Hamburger Senators Johann Arnold Günther und der Inschrift „Dem Beförderer des Bürgerwohls gewidmet“. Die Gesellschaft stellte diese Tafel in ihrem Versammlungszimmer auf.

## Ehrungen
Für das von Wilhelmi in Silber fein getriebene Brustbild des Senators Günther übergab die Hamburgische Gesellschaft zur Beförderung der Künste und nützlichen Gewerbe dem Hamburger Gold- und Silberarbeiter die „größre goldne Ehrenmünze“.